# Giovanni Battista Dell’Acqua
Giovanni Battista Dell’Acqua (* 13. August 1788 in Mailand; † 9. September 1868 in Mailand) war ein italienischer Kunstmaler.

## Leben
Giovanni Battista Dell’Acqua gehörte zu dem Kreis der an der Brera von Giovanni Migliara ausgebildeten Maler, zu denen auch Pompeo Calvi und Federico Moja gehören. Giovanni Migliara feierten die Zeitgenossen als „flämischen Italiener“, „fast Rivale der Natur“, „Herr des Lichts“ oder „neuen Prometheus, der die Funken des leuchtenden Sterns entführt, um das Licht in seinen Werken zu verdunkeln“, während besonders die Mondscheinbilder von Dell’Acqua Aufsehen erregten: „Genaue Perspektive, treffender Lichteffekt; nur ein wenig mehr Sicherheit in der Ausführung der kleinen Figuren wäre zu wünschen. Aber Migliara hat uns auch verwöhnt.“ Zwischen 1818 und 1855 stellte Dell’Acqua regelmäßig in der Kunstakademie der Brera aus.

## Werke
- Quadretto rappresentante alcune antichità con fondo a paese illuminate dal chiarore di luna (1819)[3]
- L’interno d’un monastero con macchiette (1822)[4]
- Veduta prospettica dell’esterno di S. Nazarro (1835)
- Sotterraneo a uso di carcere con Galileo (1826)
- Veduta prospettica del Naviglio di Porta Romana (1835), Mailand, Museo di Milano
- San Marco visto dal ponte Marcellino (1837), Mailand, Museo di Milano
- Paesaggio con Alberi e Chiesa (nach 1830), Como, Pinacoteca di Palazzo Volpi